# 工業節
工業節是中華民國有關工業的節日，日期是11月11日。其由來是因為紀念在中國抗日戰爭時，工業界的貢獻。
中國全國工業協會（後來的中華民國全國工業總會）創立於1942年（民國31年），當時正在對日抗戰期間，全國工業協會在軍用及民用物資上，有許多的貢獻。因此在西元1947年（民國36年）10月27日頒佈工業會法，並且訂定每年11月11日為工業節。在1948年慶祝第一屆的工業節。
中華民國全國工業總會會在每年工業節舉辦慶祝活動，並由經濟部頒發創業歷史悠久感謝狀，給長期經營的製造業廠商，也會表揚各工業同業公會的優良理監事。